# Ivar Franke
Ivar Franke, född 12 oktober 1913 i Karlskrona stadsförsamling i Blekinge län, död 3 november 1999 i Västerleds församling i Stockholm, var en svensk teckningslärare, lutsångare och konstnär.
Franke var son till direktören A.R. Franke och W Melcher. Efter att ha tagit studenten 1937 gick han på Tekniska skolan 1938–1943. Han företog studieresor till Frankrike 1934, 1947 och 1950 samt till Italien 1948–1949 och 1950. Han deltog i olika samlingsutställningar, bland annat med Sveriges allmänna konstförening. Inspirerad av Corot, Braque och Cezanne utförde han målningar  av landskap, stilleben och familjegrupper. Verken hade en dämpad färgskala med kraftig konturlinjer.
Ivar Franke verkade också som vis- och romanssångare.
År 1941 gifte han sig med konsertsångerskan Marianne Lamberth-Larsson (1917–2006). Han var far till sångerskan och sångpedagogen Yvonne af Ugglas samt morfar till sångerskan Caroline af Ugglas.
Ivar Franke är begravd på Norra begravningsplatsen utanför Stockholm.